# Comissão da Função Pública

Comissão da Função Pública

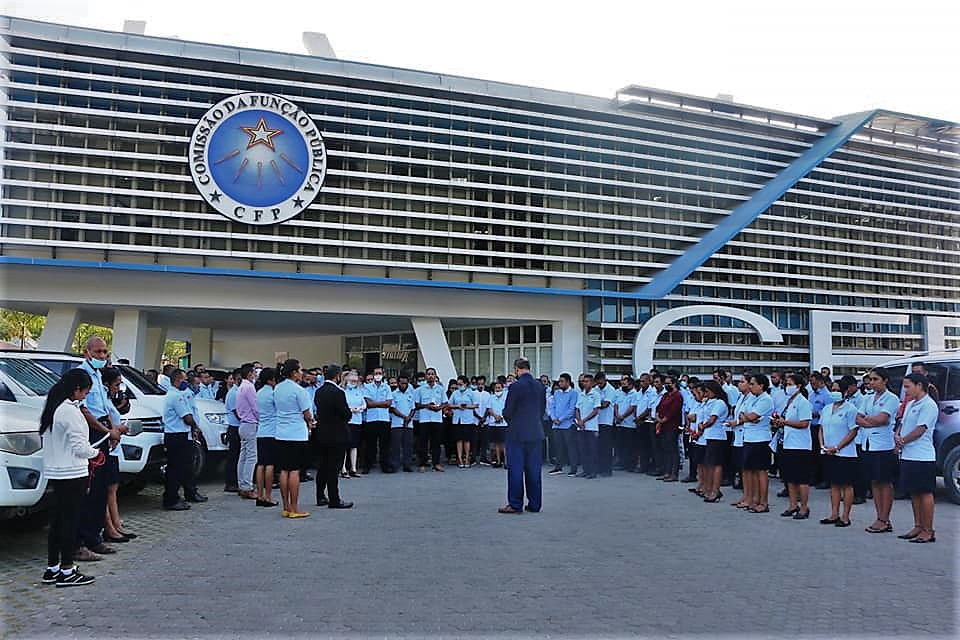
Der Amtssitz der CFP in Mata Doro

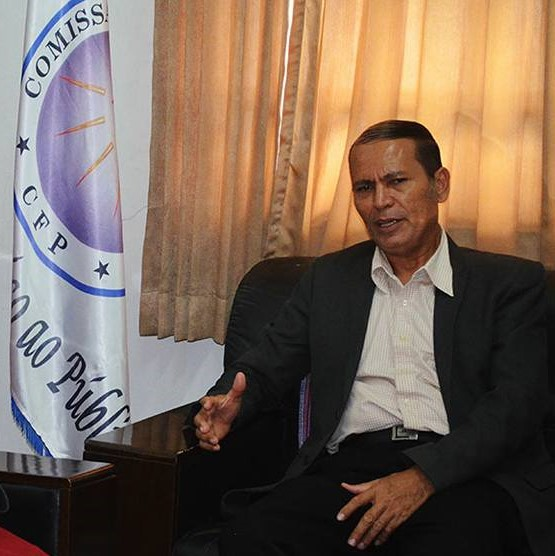
CFP-Präsident Faustino Cardoso Gomes neben der Flagge der Behörde

Die Comissão da Função Pública (CFP, tetum Komisaun Funsaun Públika KFP, englisch Civil Service Commission CSC, deutsch Kommission des öffentlichen Dienstes) ist eine osttimoresische Behörde. Seit dem 24. Januar 2018 hat sie ihren Sitz an der Avenida Mártires da Pátria, im Stadtteil Mata Doro (Suco Vila Verde) der Landeshauptstadt Dili. Davor befand sich der Sitz in Caicoli.
Die CFP ist dem Premierminister Osttimors direkt unterstellt. Von den fünf Kommissaren, inklusive des Präsidenten, werden drei von der Regierung und zwei vom Nationalparlament Osttimors ernannt. Die Vereidigung erfolgt durch den Premierminister.

## Aufgaben
Die CFP koordiniert den öffentlichen Dienst und soll seine Unparteilichkeit, Freiheit von politischen Einflüssen, Leistungsorientierung und Professionalität gewährleisten.
Unter anderem werden die osttimoresischen Beamten vom CFP vereidigt.

## Geschichte
Das Nationalparlament Osttimors beschloss am 15. Juli 2009 mit dem Gesetz Nr. 7/2009 die Schaffung der CFP.
Am 14. August 2009 erfolgte die Gründung mit der Ernennung von drei Kommissaren durch die Regierung: Libório Pereira, dem designierten Präsidenten, Maria Olandina Isabel Caeiro Alves und Abel Ximenes. Jesuína Maria Ferreira Gomes und Alexandre Gentil Corte-Real de Araújo wurden vom Parlament am 13. Oktober 2009 zu Kommissaren ernannt. 2011 wurde Alves Osttimors erste Generalkonsulin auf Bali. Als Kommissarin wurde sie durch die Regierung von Isabel da Costa Ferreira ersetzt. Ximenes trat im Februar 2012 zurück, um bei den Präsidentschaftswahlen für den Kandidaten José Luís Guterres (Frenti-Mudança) arbeiten zu können. Als Nachfolger von Ximenes als Kommissar wurde von der Regierung am 30. April 2012 Abel dos Santos Fátima ernannt, der seit der Gründung des CFP der Generaldirektor des Sekretariats war. Sieger der Wahl wurde aber Taur Matan Ruak, der Ehemann von Costa Ferreira.
Am 29. Mai 2015 endete die Amtszeit der bisherigen Kommissare. Neuer Präsident wurde Faustino Cardoso Gomes. Maria Olandina Isabel Caeiro Alves kehrte nach ihrer Zeit als Generalkonsulin als Kommissarin zurück. Die weiteren neuen Kommissare waren Maria Domingas Alves, Jacinta Paula Bernardo und José Telo Soares Cristóvão.
2017 wurde Maria Olandina Isabel Caeiro Alves zur neuen Botschafterin Osttimors in Malaysia ernannt und schied somit wieder als Kommissarin aus. Am 20. November wurde António Freitas als Nachfolger für Alves vereidigt.
Am 28. Mai 2020 wurde die Amtszeit von Präsident Faustino Cardoso Gomes um eine Legislaturperiode verlängert. Maria Domingas Alves und Jacinta Paula Bernardo schieden aus. Neue Kommissare wurden Maria de Jesus Sarmento und Carmeneza dos Santos Monteiro. Am 28. August 2020 ersetzte Fausto Freitas da Silva José Telo Soares Cristóvão als vom Parlament entsandter Kommissar.
Das Ende der zweiten Amtszeit war ursprünglich auf den 27. Mai 2025 festgelegt, doch nach Antritt der neuen Regierung wurden auch Positionen neu vergeben. Am 22. November 2023 wurde Agostinho Letêncio de Deus als neuer Präsident der CFP vereidigt. Maria Domingas Alves und José Telo Soares Cristóvão kehrten als von der Regierung entsandte Kommissare in die CFP zurück. Bereits am 3. Oktober 2023 wurde Agapito da Conceição als neuer Kommissar als Ersatz für António Freitas vereidigt. Maria Domingas Alves wurde am 20. Dezember 2024 durch Anita Tavares Ribeiro de Jesus ersetzt.

## Kommission

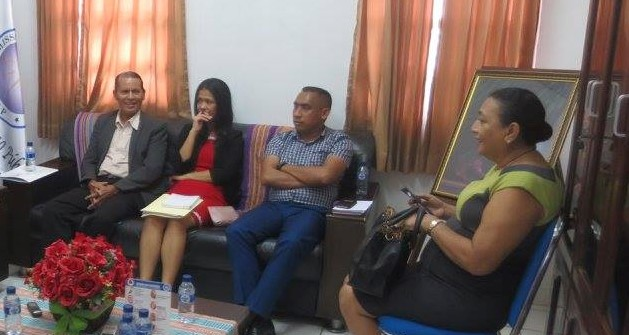
Von links: Faustino Cardoso Gomes, Jacinta Paula Bernardo, José Telo Soares Cristovão und Maria Domingas Alves

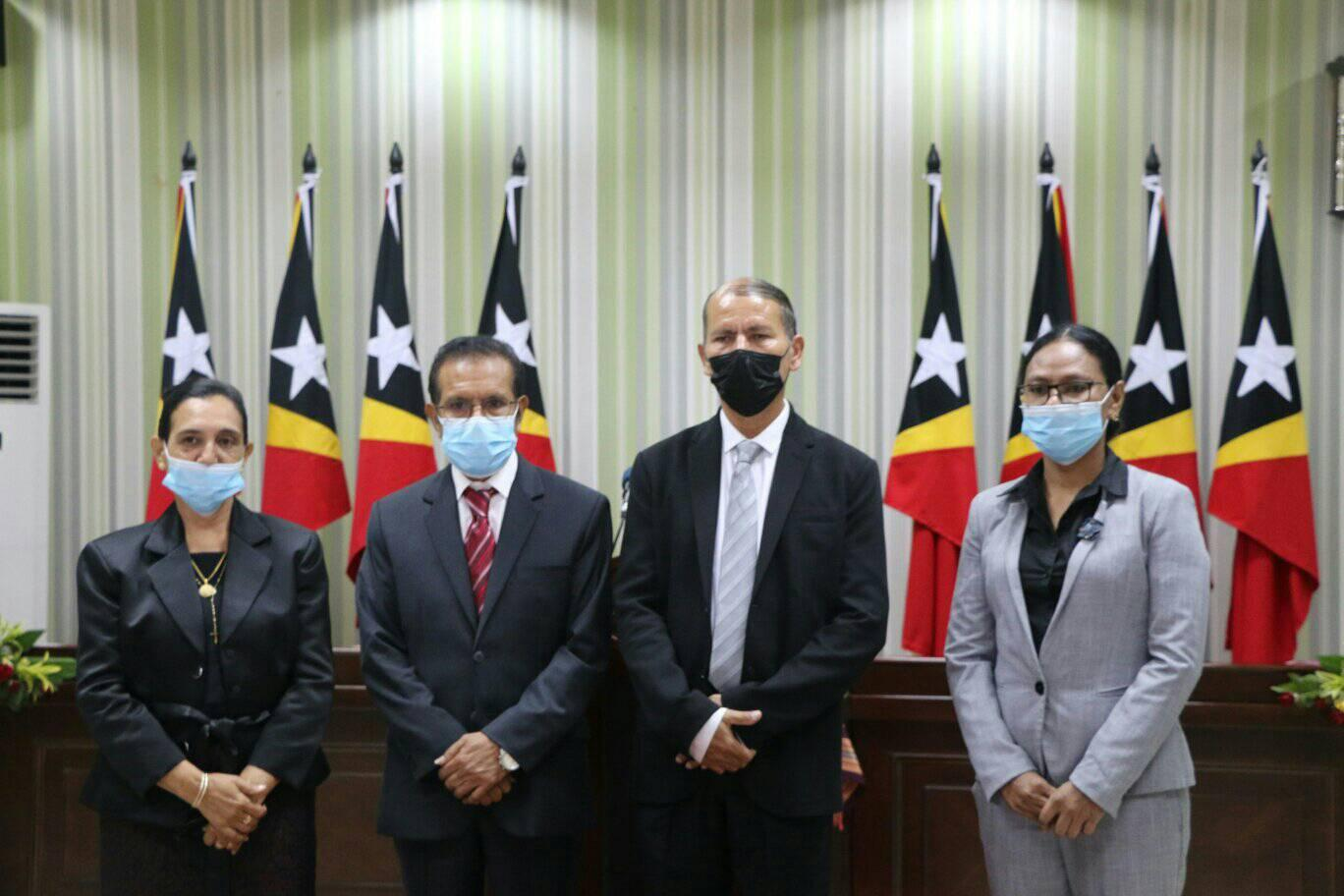
Premierminister Taur Matan Ruak und die am 28. Mai 2020 vereidigten Mitglieder der CFP

| Comissão da Função Pública             | Comissão da Função Pública             | Comissão da Função Pública             |
| Präsident (von der Regierung entsandt) | Präsident (von der Regierung entsandt) | Präsident (von der Regierung entsandt) |
| -------------------------------------- | -------------------------------------- | -------------------------------------- |
|                                        | Libório Pereira                        | 2009–2015                              |
|                                        | Faustino Cardoso Gomes                 | 2015–2023                              |
|                                        | Agostinho Letêncio de Deus             | seit 2023                              |
| Kommissar (von der Regierung entsandt) |                                        |                                        |
|                                        | Maria Olandina Isabel Caeiro Alves     | 2009–2011                              |
|                                        | Isabel da Costa Ferreira               | 2011–2015                              |
|                                        | Maria Domingas Alves                   | 2015–2020                              |
|                                        | Maria de Jesus Sarmento                | 2020–2023                              |
|                                        | Maria Domingas Alves                   | 2023–2024                              |
|                                        | Anita Tavares Ribeiro de Jesus         | seit 2024                              |
| Kommissar (von der Regierung entsandt) |                                        |                                        |
|                                        | Abel Ximenes                           | 2009–2012                              |
|                                        | Abel dos Santos Fátima                 | 2012–2015                              |
|                                        | Jacinta Paula Bernardo                 | 2015–2020                              |
|                                        | Carmeneza dos Santos Monteiro          | 2020–2023                              |
|                                        | José Telo Soares Cristóvão             | seit 2023                              |
| Kommissar (vom Parlament entsandt)     |                                        |                                        |
|                                        | Jesuína Maria Ferreira Gomes           | 2009–2015                              |
|                                        | Maria Olandina Isabel Caeiro Alves     | 2015–2017                              |
|                                        | António Freitas                        | 2017–2022/23                           |
|                                        | Agapito da Conceição                   | seit 2023                              |
| Kommissar (vom Parlament entsandt)     |                                        |                                        |
|                                        | Alexandre Gentil Corte-Real de Araújo  | 2009–2015                              |
|                                        | José Telo Soares Cristóvão             | 2015–2020                              |
|                                        | Fausto Freitas da Silva                | seit 2020                              |